# Descolonización de América
La descolonización de América fue el proceso por el cual los territorios y las colonias europeas en el continente americano se independizaron de las metrópolis europeas. Este proceso empezaría a gestarse ya desde el siglo XVIII, con algunas rebeliones aisladas por todo el continente dando origen a los estados modernos que conforman el continente hoy en día y todavía no ha terminado hasta el presente.

## Colonias británicas en América
Estados Unidos fue el primer país de América en independizarse, declarando las 13 Colonias reunidas en varios "congresos continentales" su independencia de Gran Bretaña en 1776, la cual fue reconocida después de una guerra, mediante el Tratado de París en 1783. 

## Colonias francesas en América
Después de la Revolución francesa, muchos de los ideales de la extensión de libertad surgieron en Haití, donde un levantamiento declaró a Haití una república libre y se afilió a Estados Unidos como la segunda nación independiente en el hemisferio occidental. Haití es el único país occidental en el cual un levantamiento de esclavos condujo directamente a la independencia.
Canadá pasó a formar parte del imperio británico. El 1 de julio de 1867, Canadá creó su dominio dentro del Imperio Británico sin incluir Terranova, unida con el resto de Canadá en 1949.

## Territorios españoles en América

Mapa animado de la revolución hispanoamericana (1808-1825):
Territorios bajo control realista.
Territorios bajo control de movimientos independentistas.
Territorios bajo control de la Gran Colombia.
España bajo ocupación francesa.
España dominada por el Trienio Liberal.
Zonas sin un gobierno claro.

Durante la Guerra de Independencia Hispanoamericana, la mayor parte de los territorios de Hispanoamérica lograron su independencia en el primer tercio del siglo XIX. 
Como parte de su estrategia de Bloqueo Continental contra el Imperio británico, Napoleón Bonaparte forzó la abdicación de los monarcas españoles Carlos IV y su hijo Fernando VII, cediendo posteriormente la Corona española a su hermano, José Bonaparte, bajo la promesa de mantener la integridad del Imperio español. El establecimiento de la dinastía Bonaparte provocó levantamientos en España y América, lo que llevó a la formación de diversas juntas de gobierno que proclamaban su lealtad a Fernando VII y buscaban reorganizar la monarquía bajo principios liberales. 
Sin embargo, el enfrentamiento entre la Junta Central y las Cortes de Cádiz contra las juntas y congresos americanos, así como los conflictos internos entre estos últimos, derivaron en una radicalización de posturas y en una guerra civil de alcance continental. Durante el transcurso del conflicto, Napoleón es derrotado y cede el trono español a Fernando VII que es disputado con los liberales de Cádiz y finalmente restaurado en manos del absolutismo. El Imperio británico y otras potencias apoyaron el desmembramiento del Imperio español.
En América del Sur, figuras como Simón Bolívar y José de San Martín encabezaron las luchas por la independencia. Paraguay fue uno de los primeros países en independizarse en 1811, mientras que Argentina proclamó su independencia el 9 de julio de 1816. En el marco de la guerra, José de San Martín organizó un ejército en Mendoza, con el que cruzó la Cordillera de los Andes, contribuyó a la independencia de Chile y, posteriormente, mediante una flota organizada en ese país, atacó el centro del poder español en Sudamérica, la ciudad de Lima, declarando la independencia del Perú en 1821.
Tras consolidar la independencia de la Gran Colombia, Simón Bolívar continuó la campaña militar en el Perú y concluyó la liberación del Alto Perú, dando origen a Bolivia en 1825. Sin embargo, su intento de establecer la Federación de los Andes fracasó debido a la resistencia y los conflictos entre los nuevos Estados soberanos.
En América del Norte y Centroamérica, el movimiento insurgente iniciado por Miguel Hidalgo en 1810 fue contenido por las fuerzas realistas hasta la proclamación del Plan de Iguala en 1821, liderado por Agustín de Iturbide, que logró la Independencia de México. En el caso de Centroamérica, la independencia derivó en un proceso de fragmentación política, dando lugar a la efímera República Federal de Centroamérica, que posteriormente se disolvió en múltiples Estados soberanos.
A finales del siglo XIX, el expansionismo imperialista de los Estados Unidos provocó la guerra hispano-estadounidense (1898), lo que marcó el fin de los procesos independentistas en Cuba y Puerto Rico. Cuba obtuvo su independencia bajo ocupación estadounidense, mientras que Puerto Rico fue anexado como Estado Libre Asociado de los Estados Unidos. Un destino similar tuvieron las Filipinas, última posesión del Virreinato de Nueva España, que quedó bajo dominio estadounidense tras el conflicto.

## Territorios portugueses en América
En la América portuguesa, don Pedro I (también Pedro IV de Portugal), el hijo del rey portugués don Juan VI, proclamó la independencia del país en 1822 y se hizo el primer emperador de Brasil, hecho pacíficamente aceptado por la corona en Portugal.
A diferencia de los españoles, los portugueses no dividieron su territorio en América. Las capitanías que ellos crearon fueron sometidas a una administración centralizada en Salvador, desde donde se redactó un informe directamente a la Corona portuguesa en Lisboa. Es por ello por lo que no es común referirse a una "América portuguesa" (como América española, América holandesa, etc.) sino a Brasil como un territorio unificado desde sus mismos principios.
Por consiguiente, Brasil no se dividió en varios estados a la hora de la Independencia (1822), como le pasó a sus vecinos de habla hispana. La adopción de una monarquía en vez de una república federal en las seis primeras décadas de la soberanía política brasileña también contribuyó a la unidad nacional.

## La descolonización en elsigloXX
Varios países se independizaron hasta el siglo XX:
- Bahamas: Los británicos concedieron a las islas una autonomía interna en 1964 y, en 1973, su independencia plena, permaneciendo como miembro de la Mancomunidad Británica de Naciones.
- Guyana: del Reino Unido, en 1966.
- Surinam: de los Países Bajos, en 1975.
- Trinidad y Tobago: del Reino Unido, en 1963.
- Belice (hasta 1973, Honduras Británica): del Reino Unido, en 1981.
- Puerto Rico: de los Estados Unidos en 1952 desde entonces es un Estado Libre Asociado.

## Colonias subsistentes
Algunas partes de América están controladas por poderes europeos en la actualidad:
- Anguila (Reino Unido).
- Aruba (Países Bajos).
- Bermudas (Reino Unido).
- Bonaire (Países Bajos).
- Curazao (Países Bajos).
- Isla Clipperton (Francia).
- Islas Caimán (Reino Unido).
- Islas Georgias del Sur y Sándwich del Sur (Reino Unido, reclamadas por Argentina).
- Islas Malvinas (Reino Unido, reclamadas por Argentina).
- Islas Turcas y Caicos (Reino Unido).
- Islas Vírgenes Británicas (Reino Unido).
- Guayana Francesa (Francia).
- Guadalupe (Francia).
- Martinica (Francia).
- Montserrat (Reino Unido).
- Saba (Países Bajos).
- San Bartolomé (Francia).
- San Eustaquio (Países Bajos).
- San Martín (Francia).
- San Martín (Países Bajos).
- San Pedro y Miquelón (Francia).
- Groenlandia (Dinamarca).

Además, las Islas Vírgenes de los Estados Unidos son controladas por los Estados Unidos. En sentido estricto:
- Aruba se separó de las Antillas Neerlandesas el 1 de enero de 1986, y se convirtió en un estado autónomo dentro del Reino de los Países Bajos. El proceso hacia una independencia plena en 1996 fue detenido a petición del gobierno de Aruba en 1990.
- Las Antillas Neerlandesas son políticamente disueltas el 15 de diciembre de 2008. Curazao y San Martín adquirieron un estatus similar al de Aruba, en tanto que Bonaire, Saba y San Eustaquio se incorporaron a los Países Bajos, como tres nuevos municipios con un estatus especial.[1]
- Guayana Francesa, Guadalupe y Martinica no son colonias de Francia pero forman parte de Francia, como departamento de ultramar (DOM, Départements d'outremer). El Movimiento de Descolonización y Emancipación Social de Guayana Francesa es un partido que lucha por la independencia.

## Intentos de unidad hemisférica
La noción de una cooperación y unidad hispanoamericana más estrecha fue propuesta por primera vez por Simón Bolívar quien, en el Congreso de Panamá de 1826, propuso la creación de una liga de repúblicas americanas, con un ejército común, un pacto de defensa mutua y un parlamento supranacional. asamblea. A esta reunión asistieron representantes de México, Perú, la Gran Colombia (que comprende las actuales naciones de Colombia, Ecuador, Panamá y Venezuela) y las Provincias Unidas de Centroamérica (Guatemala, El Salvador, Honduras, Nicaragua y Costa Rica). Sin embargo, las grandes distancias y barreras geográficas, sin mencionar los diferentes intereses nacionales y regionales, hicieron imposible la unión.
73 años después se creó la Oficina Comercial de las Repúblicas Americanas. Pasó a llamarse Oficina Comercial Internacional en la Segunda Conferencia Internacional de 1901-1902. Estos dos órganos, existentes desde el 14 de abril de 1890, representan el punto de origen de la actual Organización de Estados Americanos (OEA). 